# Кручик Ігор Петрович
Ігор Петрович Кручик (нар. 1 квітня 1961 в Києві) — український поет, критик, публіцист і перекладач. Член Національної спілки письменників України та Громадської організації «Українська агенція з авторських та суміжних прав» (ГО «УААСП»).

## Життєпис
Народився в Києві. В 1980—1982 проходив строкову військову службу в ТуркВО, Узбекистан.
Закінчив Київський політехнікум зв'язку (1980), філологічний факультет Київського університету (1988) та Вищі літературні курси при Літературному інституті у Москві (1993).
Працював редактором видавництва «Золоті ворота» (1989—1991), після чого очолив редакцію видавництва «Візант» (з 1993). Від 2007—2011 він був редактором відділу журналу «Український тиждень». Також він був видавцем і редактором альманаху «Візантійський ангел» (1995—1999, (рос.)(укр.)).
З 1995 року є Членом Національної спілки письменників України .

## Творчість
Поезії Ігоря Кручика вперше з'явилися 1985 року в журналі рос. «Радуга». Тематика його творчості охоплює урбаністичні мотиви, особисті та суспільні переживання, а також проблеми людського існування. Є автором збірок:
1. Весть о братьях: Фантаст. лирика. К., 1989; (рос.)
2. Избранные черновики: Стихи. К., 1991; (рос.)
3. Игра вещей: Стихи. К., 1992; (рос.)
4. Стрела, замри в небе: Стихи. Москва, 1993; (рос.)
5. Жага художнього тексту: Рец., есеї, інтерв'ю. К., 1996;
6. Звуковое письмо: Стихи и переводы. С.-Петербург, 2000; (рос.)
7. Новый субъектикон: Стихи. К., 2003; (рос.)
8. Арки: Стихи. К., 2007; (рос.)
9. Навколо соняха: Нариси й начерки подорожей батьківщиною. Київ, «Літературна Україна», 2016. ISBN 482-009-439-001-8
10. Око міленіуму: літературно-критичні есеї і нариси. Київ, «Каяла», 2024, ISBN 978-617-8014-37-7)
11. Інтелігенти під бомбами і ракетами. Нариси. Київ, «Саміт-Книга», 2024. ISBN 978-966-986-672-1

Електронні видання:
1. Яхтовий перехід Дніпром (річкою): Нарис мандрів.
2. Хрещатий круїз: Пригодницький роман.

На телеканалі «1+1» у 1999—1999 роках вів рубрику у віршах «Погода від кота Данила».
Перекладає російською мовою твори українських сучасних поетів. Є автором ліричних пісень (в тому числі для кінофільмів і телепередач, наприклад саундтрек в заставці програми «Зважені та щасливі-2») та літературно-критичних статей. Його репортажі, нариси, статті про літературу, мандрівки публікувалися в журналах «Український тиждень», «Київ», «National Gepgraphic», «Антиквар», «Український театр», «Агробізнес сьогодні», «Фарватер», газетах «Критика», «Грані плюс», «Літературна Україна», «Дзеркало тижня», «Книжник-Review» та інших.

## Відзнаки
Лауреат премії «Приз Ґарета Джоунза» (2011).